# Euphonia minuta
El fruterito menudito (Euphonia minuta) también denominado eufonia de vientre blanco, eufonia menuda o eufonia culiblanca, es una especie de ave paseriforme de la familia Fringillidae, anteriormente clasificada en Thraupidae. Se distribuye desde México hasta Sudamérica.
Es un ave pequeña parecida a un fringílido. Mide entre 9 y 10 cm de longitud. El macho es principalmente amarillo con negro, similar a E. affinis y E. hirundinacea. Tiene como carácter distintivo la presencia de plumaje blanco en el vientre y las plumas cobertoras inferiores de la cola. Por lo demás, las partes dorsales (cara, corona, nuca, espalda, alas y cola) son negras, con una mancha amarilla en la frente. La garganta también es negra, y las partes ventrales principalmente amarillas.
La hembra es verde olivácea en las partes dorsales y amarillenta en las partes ventrales; la garganta es gris.
Vive en áreas tropicales húmedas, en bosques pero también en sembradíos y vegetación secundaria. Es rara en el sur de México (Chiapas), Guatemala y Belice. Aparece nuevamente desde Nicaragua hacia el sur, hasta la Amazonia. También en las Guyanas.